# Correbia obtusa
Correbia obtusa là một loài bướm đêm thuộc phân họ Arctiinae, họ Erebidae.